# Fòrum per la Memòria del País Valencià
El Fòrum per la Memòria del País Valencià és una associació d'àmbit valencià que té com a objectiu recuperar i divulgar la memòria dels qui lluitaren contra el feixisme, el nazisme i el franquisme.
Es va crear l'any 2004, arran el descobriment de 6 grans fosses comunes (41.020 m²) al cementeri de València, on foren dipositades 23.661 persones durant la repressió franquista.
Els objectius principals de l'associació són recuperar i divulgar la memòria dels qui lluitaren contra el feixisme, donar a conèixer les històries de les víctimes del franquisme, divulgar les històries humanes i socials amagades rere el mutisme, i la lluita per la rehabilitació jurídica de les víctimes i contra la impunitat dels responsables i col·laboradors del règim franquista.

## Premis[calcitació]
- Premi 25 d'Abril, atorgat pel Bloc Nacionalista Valencià.
- Bunyol d'Or, de la falla Plaça d'Espanya/Ermita (2006).
- Premi Dignitat, de la Comissió de la Dignitat de Catalunya.
- Bétera en Lila, atorgat per l'Associació de Dones Progressistes de Bétera (2008).